# Евреинов, Яков Матвеевич
Яков Матвеевич Евреинов (23 октября (3 ноября) 1700 — 27 октября (7 ноября) 1772) — президент Коммерц-коллегии; действительный статский советник.

## Биография

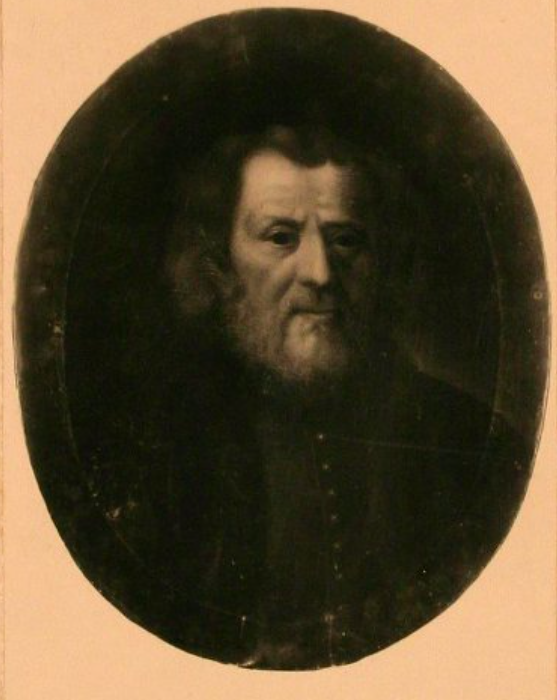
Портрет М. Г. Евреинова

Родился в Москве 23 октября (3 ноября) 1700 года в семье московского купца-еврея Матвея Григорьевича Евреинова. В 15-летнем возрасте он был отправлен Петром I в Голландию для обучения иностранным языкам и коммерции. В 1723 году был назначен генеральным консулом в Кадис. За службу в Испании получил чин коллежского советника. 
При Елизавете Петровне служил дипломатическим агентом в Голландии. В сентябре 1742 года был назначен советником Мануфактур-коллегии. В 1745 году стал вице-президентом Коммерц-коллегии, а в 1753 году — президентом с жалованием в 1058 рублей 10 копеек. В этой должности он возглавил Коммерческий банк для купечества. С 1747 года Евреинов владел селом Троицким. По его просьбе, поданной на имя императрицы Елизаветы Петровны, в 1751 году в селе была построена Суконная фабрика. 
В 1760 году был удостоен чина действительного статского советника; в этом же году. 29 июня, получил орден Св. Анны.
От брака с Евдокией Ивановной Феофилатьевой имел пятерых сыновей и трёх дочерей, старшая дочь — Наталья (1732—1756), с 1748 года была замужем за Н. А. Демидовым.
Умер 27 октября (7 ноября) 1772 года. Был похоронен на кладбище Андреевской богадельни.